# کلمنته فرناندز
کلمنته فرناندز (انگلیسی: Clemente Fernández; ۲۳ نوامبر ۱۹۱۹ – ۱۷ ژوئیهٔ ۱۹۹۶) بازیکن فوتبال اهل اسپانیا بود.
از باشگاه‌هایی که در آن بازی کرده‌است می‌توان به باشگاه فوتبال هرکولس، باشگاه فوتبال دپورتیوو لاکرونیا، و باشگاه فوتبال رئال مادرید اشاره کرد.
وی همچنین در تیم ملی فوتبال اسپانیا بازی کرده‌است.